# Адипинова киселина
Адипиновата киселина е органично съединение с формула HOOC(CH2)4COOH. Тя е карбоксилна киселина, която спада към групата на дикарбоксилните киселини.
На външен вид представлява бели кристали. Годишно се произвеждат около 2500 милиона килограма от тях, главно за производство на найлон. Рядко се среща самостоятелно в природата. Въпреки името си (от латински adipis – телесна мазнина) тя не е съставна част на мазнините.
- Температура на кипене: ~ 330 °C (1013 hPa)
- Температура на самозапалване: 405 °C
- Температура на възпламеняване: 196 °C

## Получаване
Синтезирана е за пръв път през 1902  от тетраметилен бромид. Сега се получава при взаимодействието на циклохексанон с циклохексанол, наречено още „масло КА“ (кетон-алкохол).

## Безопасност
При допир адипиновата киселина, както и всички карбоксилни киселини, единствено дразнят леко кожата. Въпреки че е отровна, с ЛД50=3600 mg/kg, тя е отровна само за дребните гризачи.

## Приложение
Освен за производството на найлон, адипиновата киселина се използва и като ароматизатор. Използва се в хранително-вкусовата промишленост е известна като Е355. Влиза в списъка на одобрените от ЕС хранителни добавки.
Може да се използва като антиоксидант и регулатор на киселинността (обикновено се добавя в напитки, карамел и други продукти за поддържане на необходимото рН), в ароматизирани сухи десерти (максимум 1 грам на килограм), в желирани десерти (не повече от 6 г/кг), в смеси на прах за приготвяне на напитки в домашни условия (10 г/кг), в плънки и добавки за хлебни и сладкарски изделия (2 г/кг). Използва се в малки количества заради отровния ѝ ефект.
В електрониката се използва за повишаване на активността (като активатор) на естествения колофон при запояване, както и при производство на флюс.
Адипиновата киселина е едно от основните средства за отстраняване на котлен камък и за излишния материал между керамични плочки.